# يوجين ويلسون (لاعب كرة قدم)
يوجين ويلسون (بالإنجليزية: Eugene Wilson)‏ (11 سبتمبر 1932 بشفيلد في المملكة المتحدة - 1 يناير 2006) هو لاعب كرة قدم بريطاني في مركز جناح ‏. لعب مع ستوكبورت كونتي وشيفيلد وينزداي ونادي روذرهام يونايتد ونادي ألترينتشام.